# Abbaye de Himmelpfort
L'abbaye de Himmelpfort (en allemand : Kloster Himmelpfort, « Porte du Ciel ») est une ancienne abbaye cistercienne située à Himmelpfort dans l'Uckermark, aujourd'hui un quartier de la ville Fürstenberg/Havel, dans le Land de Brandebourg en Allemagne. 
Fondée en 1299 par le margrave Albert III de Brandebourg, en tant que troisième fille de l'abbaye de Lehnin, le monastère se situe au milieu des landes rudes et lointaines dans le nord-est du Brandebourg, et son importance n'atteignit jamais celle des abbayes de Lehnin ou de Zinna. Le couvent fut sécularisé au cours de la réforme protestante en 1541. L'église, un bâtiment agricole voisin et la muraille sont conservés à l'état de ruine et classés monuments historiques. 

## Historique

### La fondation
L'abbaye a été fondée en 1299 par Albert III (mort le 4 décembre 1300), margrave de Brandebourg, un arrière petit-fils d'Albert l'Ours. Il prend le nom de porta cœli[Quoi ?] (cf. la chartreuse de Porta Cœli), l'une des appellations de la Vierge Marie dans les litanies de Lorette. 
Durant cette période, la marche de Brandebourg se stabilise comme une principauté immédiate sous la suprématie de la dynastie ascanienne. En 1284 Albert III, co-régent de son cousin Othon IV à la Flèche, décide se retirer du gouvernement et s'installer dans la seigneurie de Stargard dans le nord-est de la marche. Le 12 août 1292, sa fille Béatrice allait épouser le prince Henri II de Mecklembourg et elle porta en dote le pays de Stargard. 
La fondation du couvent comme sépulture familiale s'inspirait de la colonisation des domaines qui figurent parmi les plus excentrées et les moins peuplées du Brandebourg. Au début, l'abbaye est en possession de six villages (dont Neddemin), une centaine de hameaux agricoles, d'une dizaine de moulins ; elle possède également les droits de pêche de trente-neuf lacs, et de revenus annuels en nature. 
Le prince Henri II, mari de Béatrice, hérite de la région à la mort de son beau-père, pour lequel il a reçu le consentement du roi Albert Ier. En 1304, le neveu du margrave Albert III, Hermann Ier de Brandebourg, lui a remis le pays en fief. Henri a donc assuré la possession de l'abbaye pour la maison de Mecklembourg et il fait don de plusieurs domaines. Le couvent retourne au Brandebourg en 1442, d'après les termes de la paix de Wittstock.

### La sécularisation
L'abbaye est sécularisée en 1541, après que les moines en furent chassés par la réforme protestante. Les terres sont attribuées au bailli d'Uckermarck, Hans von Arnim-Boitzenburg et passent en 1551 au seigneur Adam von Trott en tant que fief. Lorsque cette famille s'éteint en 1727, il entre dans le domaine de Badingen, près de Zehdenick.
Le village et l'abbaye sont dévastés pendant la guerre de Trente Ans. Les ruines de la partie est servent à construire une nouvelle église luthérienne en 1663 qui sert toujours aujourd'hui d'église du village. Le parc qui entoure l'ancienne abbaye est remarquable par ses charmes blancs et ses tilleuls à grandes feuilles.

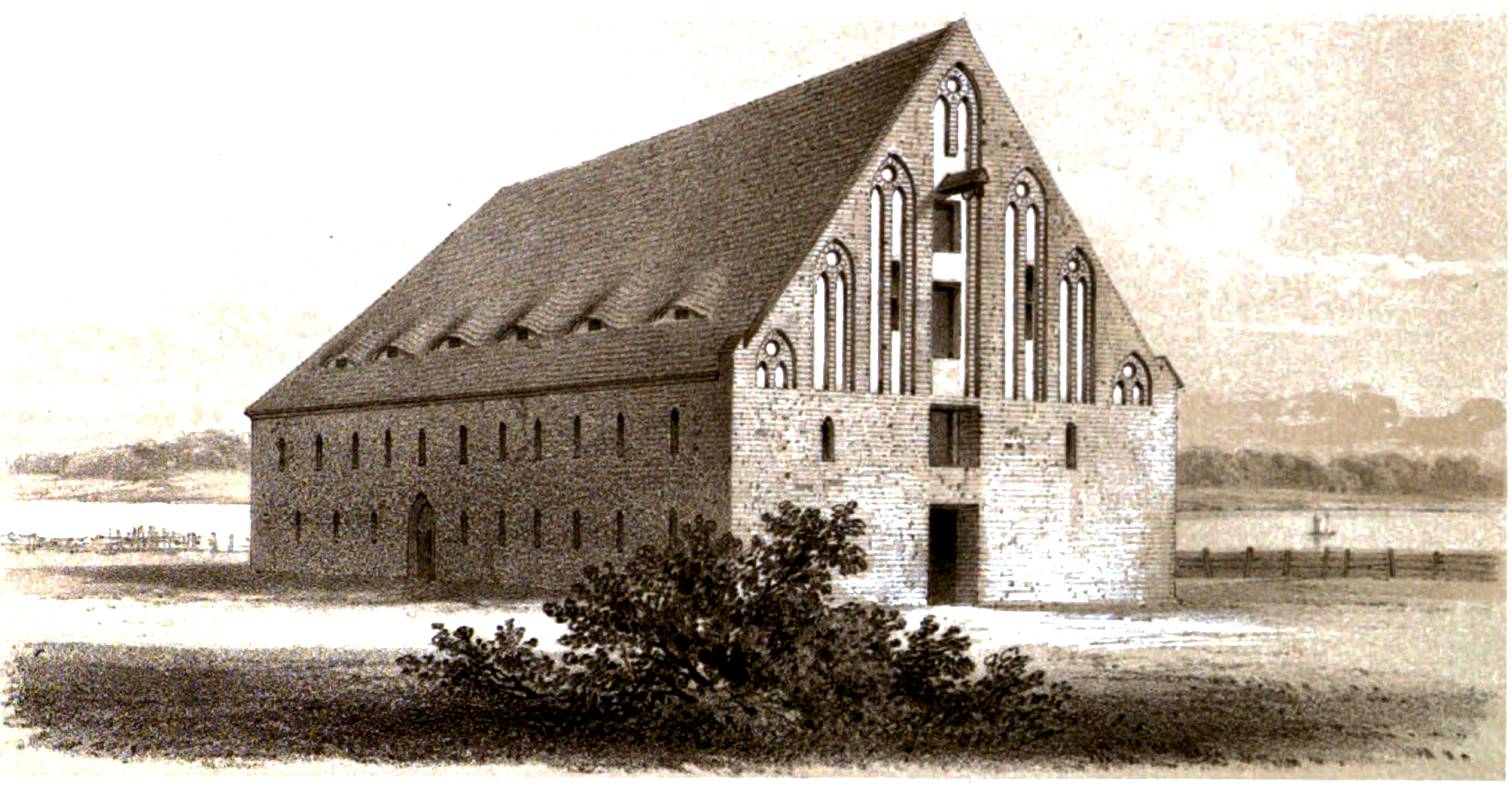
La brasserie de l'abbaye en 1858
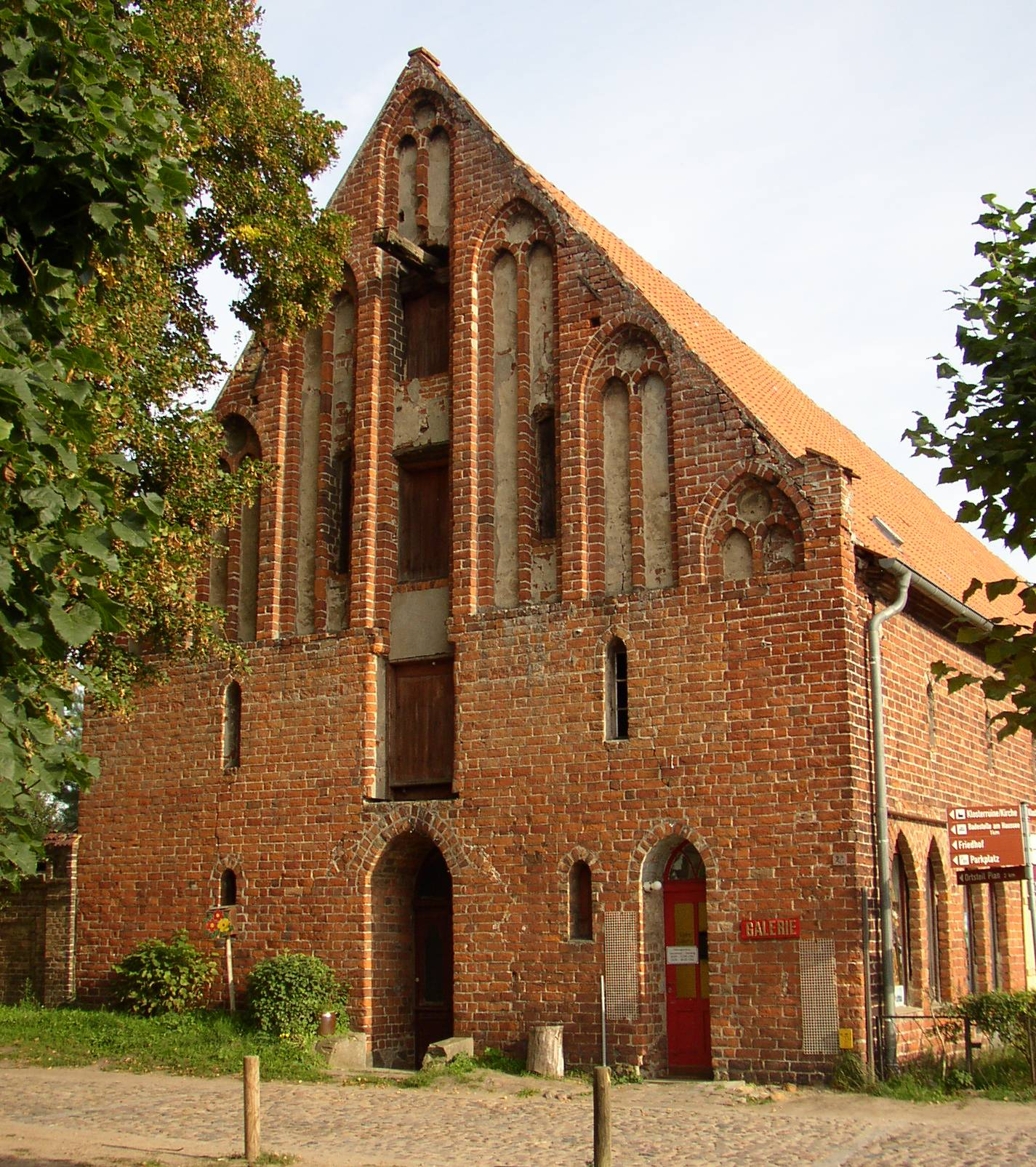
La brasserie de l'abbaye en 2006
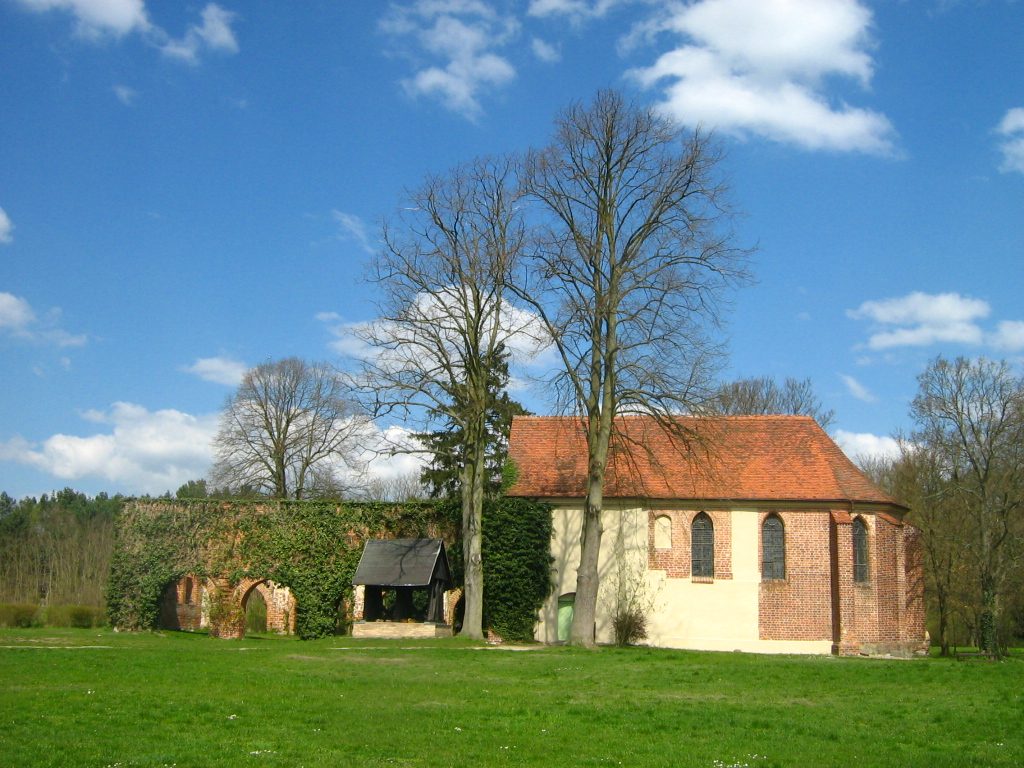
L'église du village sur les ruines de l'abbaye

L'ancienne brasserie de l'abbaye est détruite par un incendie le 21 août 2010.

## Source
- (de) Cet article est partiellement ou en totalité issu de l’article de Wikipédia en allemand intitulé « Kloster Himmelpfort » (voir la liste des auteurs).